# Grisélidis Réal
Grisélidis Marcelle Réal (Lausana, Suiza, 11 de agosto de 1929 - Ginebra, 31 de mayo de 2005) fue una escritora, pintora y prostituta ginebrina. Activista en favor de los derechos de las trabajadoras sexuales, fue la prostituta más famosa y mediática de Suiza.

## Biografía
Nació en Lausana en 1929 en el seno de una familia de intelectuales acomodados. Pasó su infancia en Egipto, donde su padre dirigía la Escuela Suiza de Alejandría, y también en Atenas, donde este falleció cuando ella tenía nueve años. Tras perder a su padre volvió a Lausana. Vivió en permanente enfrentamiento con una madre autoritaria, y se matriculó en la Escuela de Artes Decorativas de Zúrich, donde se diplomó en 1949 e intentó vivir de la pintura.
La única forma de salir de casa era casándose, y lo hizo con 20 años. En 1952 tuvo a su primer hijo. El matrimonio no duró, pues existían constantes tensiones con su marido, y fue víctima de maltrato. Decidió abandonarlo, e inició una relación de la que nació su segundo hijo. Este hecho, en la sociedad suiza de los años cincuenta, le valió la pérdida de la custodia de los niños. Recuperó ilegalmente a sus hijos del centro de acogida en el que habían sido confinados y huyó con ellos a Alemania. Tuvo tres hijos y una hija.

## Trayectoria
En Alemania intentó ganarse la vida como pintora. Se trasladó a Munich con un afroamericano esquizofrénico y dos de sus hijos. A causa de la violencia de su amante y una cruel falta de recursos, decidió prostituirse en 1961. La actividad que le permitió alimentar a sus hijos, y que inicialmente practicó para sobrevivir, se transformó en la base de su militancia hasta 1995.
Fue encarcelada en Alemania por haber vendido marihuana a soldados americanos y luego repatriada a Suiza, donde continuó prostituyéndose durante cierto tiempo. Empezó a escribir en la prisión y también a pintar. Intentó dejar la prostitución gracias a una beca, para consagrarse a la escritura de su autobiografía: "El negro es un color".
Durante los años 70, Grisélidis Réal comenzó su vida de activista, siendo una de las líderes de la "Revolución de prostitutas" de París. Durante ésta, 500 mujeres prostitutas llegaron a ocupar  el distrito 18 de París en junio de 1975 y reclamaron el reconocimiento de sus derechos. Rechazaban el argumento de que una mujer sólo se prostituye forzada por quien paga. Ella declaraba que la prostitución también podía ser una elección, una decisión. Grisélidis Réal quiso que en sus documentos oficiales figurasen no solo su actividad de escritora, sino también la de "peripatética" (su neologismo: meretriz) que ella consideraba como una segunda profesión. Por ello fue  filmada en su casa en 1975 y 1976, en el documental Prostitución de Jean-François Davy.
Grisélidis Réal llevó su "Revolución" a Ginebra en 1977 y retomó la prostitución, actividad abandonada durante los siete años precedentes. Fue una de las fundadoras en 1982 de la Asociación de Defensa de las Prostitutas (Aspasie, Ginebra). Participó defendiendo su trabajo como meretriz en conferencias internacionales, en universidades, dando numerosas entrevistas y animando reuniones públicas. En su pequeño apartamento del barrio ginebrino de Paquís (en la zona roja de Ginebra) creó un Centro Internacional de Documentación sobre la Prostitución.
Paralelamente a ese combate político, Grisélidis Réal reivindicó siempre el rol social de la prostitución que ella consideraba como una actividad que alivia las miserias humanas y que tiene su grandeza. En 1977, escribió "la prostitución es un acto revolucionario". Desarrolló una visión positiva de lo que ella llamó (en el prefacio de su Carnet de baile de una cortesana) en enero de 2005 "un arte, un humanismo y una ciencia". Pero ella reconocía igualmente el costado sórdido de su trabajo del cual acostumbraba hablar en términos crudos.
Grisélidis Réal publicó sus primeros textos en la revista Escritura. Hacía de su experiencia de prostituta la materia de sus libros: ellos son testimonio y defensa del reconocimiento de un estatus y al mismo tiempo son poemas liberadores. El relato El negro es un color (1974) llama la atención por la mezcla singular de tonos, violencia lírica, escatológica, hiperrealista y onírica. Se oponen dos mundos, el del orden y el de la espontaneidad, el mundo de los pequeños burgueses y el mundo de los gitanos. Es en ese mismo registro que publicó en 1992 Un turno imaginario.
Grisélidis falleció el 31 de mayo de 2005 en Ginebra y fue enterrada inicialmente en el cementerio de Petit-Saconnex. Al poner en orden sus papeles, sus hijos descubrieron varios manuscritos, entre ellos el de su primera obra, escrita durante su detención en Alemania, que se publicó en octubre de 2008: ¿Estoy todavía viva? Diario de prisión.
El 9 de marzo de 2009 sus restos fueron trasladados al Cementerio de los Reyes en Ginebra, a pesar de la polémica suscitada. En la lápida puede leerse la inscripción “Écrivaine, peintre, prostituée” (escritora, pintora, prostituta), según sus deseos, diciendo públicamente: 

Si la gente realmente quiere tener una tumba o lo que sea, […] tiene que servir para algo. Que eso todavía cause un poco de escándalo, y que la gente venga a foll.., fornicar, de verdad, donde se sientan libres de transgredir todos los tabúes diciendo: "De verdad, esta buena mujer, se merece que le corran la tumba".

## Publicaciones
- Le Noir est une couleur, París, ed. Balland, 1974; Lausana, Éditions d'en bas, 1989; Paris, ed. Verticales, 2005.
- La Passe imaginaire, Vevey, ed. de l'Aire/Manya, 1992; París, Verticales, 2006.
- À feu et à sang, recueil de poèmes écrits entre mai 2002 et août 2003, Genève, ed. Le Chariot 2003
- Carnet de bal d'une courtisane, París, Verticales, 2005.
- Les Sphinx, Paris, Verticales, 2006.
- Le carnet de Griselidis, letra de Grisélidis Réal y Pierre Philippe, música de Thierry Matioszek y Alain Bashung, canción interprada por Jean Guidoni en el álbum Putains, 1985.
- Suis-je encore vivante? Journal de prison, Paris, Verticales/phase deux, octubre de 2008.
- Mémoires de l'inachevé (1954-1993), textos reunidos y presentados por Yves Pagès, Paris, Verticales, 2011.